# Daniel Mesguich
Daniel Mesguich, född 15 juli 1952 i Alger i Algeriet, är en fransk teaterregissör och skådespelare.

## Biografi
Efter att ha studerat filosofi vid Sobonne två år antogs han på Conservatoire national supérieur d'art dramatique i Paris 1970 där han bland andra studerade för Antoine Vitez. Hans elevarbete var en uppsättning av Franz Kafkas roman Le Château (Slottet) 1972 som även bjöds in till Avignonfestivalen. Ytterligare 10 av hans uppsättningar har genom åren varit inbjudna till Avignon. Hans professionella regidebut var Le Prince travesti av Pierre de Marivaux för Festival des Châteaux de Bourgogne 1973. 1974 startade han sin egen teatergrupp Théâtre du Miroir. Som skådespelare har han spelat huvudroller på teatern, däribland Platonov av Anton Tjechov på Théâtre de l'Athénée-Louis-Jouvet i Paris i sin egen uppsättning 1982 och Hamlet också i sin egen uppsättning på Théâtre Gérard-Philipe i Saint-Denis 1987. Han har också medverkat i ett 60-tal filmer och jobbat med regissörer som François Truffaut, Ariane Mnouchkine och Costa-Gavras. Mesguich har satt upp Hamlet sammanlagt fyra gånger, första gången 1977 på Théâtre des Amandiers i Nanterre och senaste gången 2011 på Théâtre national de Chelles i Chelles. Som regissör har Daniel Mesguich framförallt ägnat sig åt klassiker som han anlagt ett strukturalistiskt och psykoanalytiskt perspektiv på. 1986-1988 var han chef för Théâtre Gérard-Philipe, 1991-1998 var han chef för Théâtre du Nord i Lille och 2007-2013 ledde han Conservatoire national supérieur d’art dramatique. Han har också undervisat och föreläst på universiteten Princeton, Harvard och Oxford samt på universitet i städerna Peking, Monterrey, Budapest, New York och Bogotá. Förutom i Frankrike har han regisserat talteater och opera i Bryssel, Prag, Moskva, Budapest, Leipzig, Seoul, Brazzaville, Bologna och Peking.
1988 medverkade han i Antoine Vitez uppsättning av Les Apprentis Sorciers (Trollkarlens lärlingar) av Lars Kleberg på Avignonfestivalen. 1989 spelade han en roll i Anders Wahlgrens TV-film Den döende dandyn.